# Denver's Downtown Aquarium
Le Denver's Downtown Aquarium est un aquarium public situé au centre-ville de Denver dans l'État du Colorado. Le bâtiment d'une superficie  de 9 940 m2 est localisé sur un terrain de près de 7 hectares situé le long de la rivière South Platte.  Les bassins contiennent environ 4 500 m3 d'eau et abrite de nombreux poissons et autres animaux aquatiques. Il s'agit du plus grand aquarium entre la ville de Chicago et la Californie.
L'aquarium fut fondé sous le nom de « Colorado's Ocean Journey »  par Bill Fleming et Judy Petersen Fleming en tant qu'institution sans but lucratif. Il ouvrit ses portes en 1999 et reçut l'accréditation de l'Association des Zoos et Aquariums (AZA).
L'objectif de visiteurs ne fut pas atteint et l'aquarium fut liquidé à la suite d'une banqueroute. Landry's Restaurant Inc racheta celui-ci en 2003 pour 13,6 millions de dollars. En 2005, l'aquarium fut fermé quelque temps pour rénovation et pour ajouter quelques attractions. Le 14 juillet, celui-ci fut à nouveau ouvert et renommé Denver's Downtown Aquarium.

## Expositions
L'aquarium met en avant des écosystèmes montrant la relation entre les eaux douces et les eaux salées des océans. À l'origine, il montrait la faune du fleuve Colorado et du fleuve Kampar en Indonésie. Il montre également la faune du golfe de Californie où le fleuve Colorado se jette. Depuis 2005, des espèces provenant d'Afrique et d'Amérique du Sud sont apparues. L'aquarium accueille entre autres des espèces menacées de disparition dont des poissons, des reptiles, des mammifères et des oiseaux.